# 异色柳
异色柳（学名：Salix dibapha）为杨柳科柳属的植物，为中国的特有植物。分布在中国大陆的云南、西藏等地，生长于海拔2,600米至2,700米的地区，多生长于山坡及河滩地，目前尚未由人工引种栽培。

## 异名
- Salix dibapha Schneid. var. biglandulosa C. F. Fang